# Chatlonský vilájet
Chatlonský vilájet (tádžicky Вилояти Хатлон) je nejlidnatější ze čtyř tadžikistánských vijáletů. Leží na jihozápadě země mezi Hissarským hřbetem na severu a řekou Pandž na jihu. Na severu sousedí s regionem centrálně spravované okresy, s Horským Badachšánem dále sousedí na východě, na jihozápadě sousedí s několika provinciemi Afghánistánu a na jihovýchodě sousedí s Uzbekistánem. Hlavním městem vilájetu je Bochtar a v roce 2020 zde žilo 3 348 300 obyvatel. Kromě Bochtaru je dalším významným městem v regionu také Kulob. 
Dominantním způsobem obživy místních obyvatel je zemědělství. Ještě v roce 1979 čítala populace regionu pouhých 1 220 000 obyvatel. V roce 2010 v regionu žilo 82 % Tádžiků a 13 % Uzbeků, zbylých 5 % obyvatel bylo z různých jiných menšin jako např. Turkmeni nebo Rusové. Region má 21 okresů a čtyři okresní města.